# 生日海崖
78°33′S 164°22′E / 78.550°S 164.367°E
生日海崖（英語：Birthday Bluffs），是南極洲的海崖，位於維多利亞地的希拉里海岸，處於周年海崖和風穴海崖之間，海拔高度1,296米，現時由南極條約體系管理。